# Peter Vuust

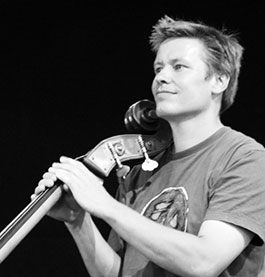
Peter Vuust (2014)

Peter Vuust (* 15. November 1961) ist ein dänischer Hirnforscher und Jazzmusiker (Kontrabass, Komposition).

## Leben und Wirken
Vuust studierte Mathematik, Französisch und Musik an der Universität Aarhus, um dann zehn Jahre lang als Musiker tätig zu sein. Nach einer medizinischen Promotion 2006, in der er mit den Methoden der funktionellen integrativen Neurowissenschaften sich mit Polyrhythmik beschäftigte, leitete er seit 2007 eine Forschungsgruppe, die die Vorgänge im Gehirn beim Musizieren erforschte. Er leitet als Professor seit 2014 das Dänische Zentrum für Musik im Gehirn an der Universität Aarhus. Er verfasste die Bücher Polyrytmik og -metrik i moderne jazz (über das Quintett von Miles Davis) und Musik på hjernen (2017).
Als Jazzmusiker arbeitete er mit Michael Bladt; er leitet eigene Gruppen, mit denen er mehrere Alben vorlegte; als Studiomusiker hat er an einer Vielzahl weiterer Veröffentlichungen, etwa von Gheorghe Zamfir, teilgenommen. Das mit der Sängerin Veronica Mortensen eingespielte Album September Song wurde 2014 für den Danish Music Award als „bestes dänisches Vokaljazzalbum“ nominiert.
Er komponierte auch für Thera Hoeymans.

## Diskographische Hinweise
- Travel Light, 1995
- The Big View, 1998
- Homesick, 2003
- Image of Falling, 2005
- September Song, 2013

## Schriften (Auswahl)
- Witek, M. A., Clarke, E. F., Wallentin, M., Kringelbach, M. L., & Vuust, P. (2014): Syncopation, body-movement and pleasure in groove music. PloS one, 9(4), e94446.
- Vuust, P., Heggli, O. A., Friston, K. J., & Kringelbach, M. L. (2022): Music in the brain. Nature Reviews Neuroscience, 23(5), 287-305.
- Vander Elst, O. F., Foster, N. H., Vuust, P., Keller, P. E., & Kringelbach, M. L. (2023): The neuroscience of dance: a conceptual framework and systematic review. Neuroscience & Biobehavioral Reviews, 150, 105197.
- Kringelbach ML, Vuust P, Deco G.: Building a science of human pleasure, meaning making, and flourishing. Neuron. 2024 May 1;112(9):1392-1396. doi:10.1016/j.neuron.2024.03.022.
- Costa, M., Vuust, P., Kringelbach, M. L., & Bonetti, L. (2025): EEG Correlates of Auditory Short‐Term Memory and Dissimilarity Perception in Young and Older Adults. European Journal of Neuroscience, 61(12), e70166.